# Tramway de Lausanne
Pour l'ancien réseau de tramway, voir Ancien tramway de Lausanne.
Le tramway de Lausanne est un projet de tramway devant desservir l'agglomération de Lausanne, chef-lieu du canton de Vaud en Suisse. La ligne sera mise en service à l'horizon 2026.
La ligne reliera la gare de Lausanne-Flon à celle de Renens à l'ouest, puis dans un second temps elle ira jusqu'à Villars-Sainte-Croix. Le trajet entre Lausanne et Renens sera fait en 14 minutes, la ligne desservira dix stations pour une longueur de 4,5 km. Le prolongement de la ligne vers Villars-Sainte-Croix verra la ligne s'enrichir de six stations supplémentaires. Le tramway devrait transporter, durant sa première année de service, 11.5 millions de voyageurs.

## Projet
Le retour du tramway à Lausanne, l'ancien réseau ayant été supprimé en 1964, est esquissé dès 2005 puis soumis à la Confédération en 2007 dans le cadre du Projet d'agglomération et intégré au projet Axes forts, incluant des lignes de bus à haut niveau de service, dont le tram en constitue la première phase. Le choix du tramway est validé en 2008. La concession est attribuée en 2011 pour une durée de 50 ans avec prise d'effet à partir de 2012, la confédération participe à hauteur de 74 millions de francs suisses.
Le projet initial prévoit de construire une ligne de 4,5 km entre la gare de Lausanne-Flon et Renens mais un vote du Grand Conseil en 2012 soutient son extension jusqu'à Bussigny et Villars-Sainte-Croix. La mise à l'enquête de la première étape, effectuée la même année, a soulevé beaucoup d'oppositions et a permis d'adapter le projet, avec notamment l'abandon de l'hypothèse du terminus souterrain au Flon, qui aurait renchérit le projet de 83 millions de francs, le terminus s'effectuera en surface place de l'Europe.
En mars 2016, l'Office fédéral des transports donne son accord pour la construction de la ligne, ainsi que d'une partie du projet de bus à haut niveau de service et des aménagements routiers qui compenseront la fermeture à la circulation automobile de la rue de Genève et du Grand-Pont, en particulier la rampe Vigie-Gonin, dont la construction nécessiterait de raser une partie de la « forêt » du Flon et qui est source de moult contestations, les élus du parti Les Verts qualifiant le projet de rampe d'« aberration écologique »,. Au mois de mai suivant les élus de la ville de Lausanne débloquent les 20 millions de francs que la municipalité dépensera pour le projet, suivi en juin par les élus du canton du Grand Conseil qui valident l'investissement de 453 millions de Francs de l'État de Vaud,.
Une semaine après, le Grand Conseil vote une résolution pour construire la ligne d'une traite, au lieu de phaser avec un premier tronçon jusqu'à Renens puis le second jusqu'à Villars-Sainte-Croix, en tenant compte des multiples retards que prend le projet en raison des nombreuses oppositions.
En septembre 2016 le projet reste bloqué en attente de la décision du tribunal administratif fédéral à cause de l'opposition à la rampe Vigie-Gonin, en particulier des élus écologistes.
Le projet accompagnera la croissance démographique de l'Ouest lausannois qui doit, d'après les chiffres estimés en 2016, accueillir 70 000 habitants et 40 000 emplois supplémentaires au cours des 15 prochaines années, et de pallier la saturation de la ligne M1 du métro. La construction du tramway devrait prendre quatre ans, pour une livraison prévue, en septembre 2017, à l'horizon 2023,,. En septembre 2017 et afin de débloquer la situation, une délégation du tribunal administratif fédéral accompagnée d'un représentant de l'Office fédéral des transports s'est rendu à Lausanne discuter avec les représentants de la ville, des TL et les commerçants du Flon opposés au tramway, sur le site de la rampe Vigie-Gonin ; toutefois, la date où le tribunal administratif rendra sa décision reste inconnue à ce jour. L'un des principaux opposants au projet, le commerçant Guillaume « Toto » Morand, qui menace de lancer une initiative populaire si son recours contre la destruction de la forêt du Flon, un des cinq recours restant en septembre 2017 sur les 130 qui furent déposés au total, est rejeté. Le syndic de Lausanne Grégoire Junod précise que les « trois-quarts vont subsister », ce que dément « Toto » Morand qui affirme qu'elle sera entièrement détruite.
En février 2018, le tribunal administratif fédéral (TF) reconnaît la validité du projet de tramway mais retoque la rampe Vigie-Gonin, reconnaissant partiellement le recours déposé par Guillaume « Toto » Morand l'année précédente, ce qui bloque à nouveau le projet. Les autorités cantonales et les TL se félicitent de la décision du tribunal concernant le tram mais vont déposer un recours concernant la rampe, le tribunal ayant basé son avis sur le fait que selon eux, l'OFT n'est pas compétente à ce sujet et que « cette liaison routière ne présente ainsi pas à suffisance, d’un point de vue matériel et spatial, un rapport nécessaire et étroit avec l’exploitation ferroviaire pour faire l’objet d’une procédure d’approbation des plans ferroviaires ». Toutefois, le calendrier du projet tient compte d'un éventuel recours au TF, la ligne ne devrait pas être à nouveau retardée. En mars suivant, les députés du Grand Conseil du canton de Vaud rejettent la pétition demandant le classement de la forêt du Flon, ce qui aurait empêché la construction de la rampe, la conseillère d'État Nuria Gorrite évoquant même une mise en service repoussée en 2024 ou 2025.
Les TL ont obtenu en mai 2018 l'autorisation du tribunal administratif fédéral (TF) de débuter les travaux du côté de la gare de Renens via la levée partielle de l'effet suspensif, ce qui débloque par ailleurs la poursuite de la restructuration de la gare de Renens et permet de débuter les études d'exécution sur l'avenue du 14-Avril.
Un temps évoqué, l'hypothèse de raccourcir la seconde phase de la ligne à la station Cocagne est écarté en février 2019, confirmant le terminus à Villars-Sainte-Croix prévu à l'origine. L'avis du TAF de février 2018 est annulé par le tribunal fédéral en mai 2019, ce dernier reconnaît à l'OFT la compétence sur l'ensemble du projet, rampe routière comprise ; de ce fait le TAF ne jugera que sur l'infrastructure routière en tant que telle.
En octobre 2019, le projet de rampe Vigie-Gonin serait, selon 24 heures, définitivement abandonné tandis que le Grand-Pont resterait ouvert au trafic automobile, le chantier n'étant désormais conditionné qu'à la seule décision du TAF. En février 2020, le TAF rejette les derniers recours, débloquant ainsi le chantier du tramway qui est lancé à l'été 2021 avec une ouverture du premier tronçon prévue pour 2026.

## Tracé et stations
Longue de 4,5 km dans le cadre de la 1re phase jusqu'à Renens, la ligne qui portera l'indice t1, comptera dix stations et mettra la gare de Renens à 15 minutes de la gare de Lausanne-Flon, pour une vitesse commerciale estimée à 20 km/h. La phase 2 ajoutera six autres stations.

### Tracé
Le tracé débutera sur la place de l'Europe, située au dessus de la gare de Lausanne-Flon. La ligne empruntera ensuite la rue de Genève, longeant Le Flon par le nord et passant sous le Pont Chauderon pour rejoindre l'avenue de Morges, prolongée par la route de Renens à Prilly, où elle desservira la halte de Prilly-Malley puis la rue de Lausanne à Renens. Elle marquera son terminus à la gare de Renens, sur la place située devant.
Pour la seconde phase, la ligne passera par la rue du Terminus, prolongée par la route de Bussigny, où elle passera une seule fois sous l'autoroute A1, qui devient la route de Renens une fois entré dans Bussigny. La ligne bifurquera à droite pour emprunter un court tronçon de la route de Crissier puis à gauche pour emprunter la route de Bruyères puis la route de Sullens où elle passera cette fois sur cette même autoroute pour rejoindre le futur terminus à Croix-péage, aux portes de Villars-Sainte-Croix, au croisement avec la route principale 9.

### Liste des stations
Les stations de la ligne sont présentées d'est en ouest, la liste ci-dessous inclut la seconde phase,.
|  |   |  | Stations                                  | Coordonnées                 | Communes (quartiers)          | Correspondances                                    |
|  | - |  | ----------------------------------------- | --------------------------- | ----------------------------- | -------------------------------------------------- |
|  | ■ |  | Lausanne-Flon                             | 46° 31′ 15″ N, 6° 37′ 49″ E | Lausanne (Centre)             | (Gare de Lausanne-Flon)                            |
|  | • |  | Port-Franc                                | 46° 31′ 20″ N, 6° 37′ 38″ E | Lausanne (Centre)             |                                                    |
|  | • |  | EPSIC                                     | 46° 31′ 24″ N, 6° 37′ 15″ E | Lausanne (Centre)             |                                                    |
|  | • |  | École des Métiers                         | 46° 31′ 29″ N, 6° 36′ 53″ E | Lausanne (Sébeillon/Malley)   |                                                    |
|  | • |  | Halle de Sébeillon (Prélaz-les-Roses)     | 46° 31′ 36″ N, 6° 36′ 29″ E | Lausanne (Sébeillon/Malley)   |                                                    |
|  | • |  | Galicien                                  | 46° 31′ 43″ N, 6° 36′ 11″ E | Prilly                        | RER Vaud Liaisons nationales (Malley) (à distance) |
|  | • |  | Perrelet                                  | 46° 31′ 49″ N, 6° 35′ 52″ E | Renens                        |                                                    |
|  | • |  | Renens, Croisée/Tilleuls (Renens-Croisée) | 46° 32′ 01″ N, 6° 35′ 26″ E | Renens                        |                                                    |
|  | • |  | Hôtel-de-Ville/ECAL (Hôtel-de-Ville)      | 46° 32′ 10″ N, 6° 35′ 09″ E | Renens (Centre)               |                                                    |
|  | ■ |  | Renens-Gare                               | 46° 32′ 16″ N, 6° 34′ 45″ E | Renens (Centre)               | RER Vaud Liaisons nationales                       |
|  | x |  | Pont-Bleu                                 | 46° 32′ 23″ N, 6° 34′ 32″ E | Crissier                      | Phase 2                                            |
|  | x |  | Vernie                                    | 46° 32′ 38″ N, 6° 34′ 13″ E | Crissier                      | Phase 2                                            |
|  | x |  | Arc-en-Ciel                               | 46° 32′ 51″ N, 6° 33′ 52″ E | Bussigny                      | Phase 2                                            |
|  | x |  | Buyère                                    | 46° 33′ 00″ N, 6° 33′ 49″ E | Bussigny                      | Phase 2                                            |
|  | x |  | Condémine (Cocagne)                       | 46° 33′ 17″ N, 6° 33′ 43″ E | Bussigny                      | Phase 2                                            |
|  | X |  | Croix-Péage                               | 46° 33′ 39″ N, 6° 33′ 55″ E | Bussigny/Villars-Sainte-Croix | Phase 2                                            |

(Les stations en gras serviront de départ ou de terminus à certaines missions, celles marquées d'un X seront mises en service dans le cadre de la phase 2)

### Lieux à proximité des stations
À proximité des stations, à environ cinq minutes à pieds, il y a notamment : Le centre-ville de Lausanne et le quartier du Flon, Métropole Lausanne, Casino de Montbenon, Palais de justice de Montbenon, Justice de paix du district de Lausanne, Centre de biométrie et des documents d'identité, Service du contrôle des habitants, Haute École de Musique (jazz et musiques actuelles), Pathé Cinémas, Bibliothèque municipale de Chauderon, Caserne des sapeurs-pompiers de Lausanne, Office régional de placement, École romande d'arts et communication (ERACOM), École professionnelle de Lausanne (EPSIC), Les Docks (salle de spectacle), l'Arsenic (Centre d'art scénique contemporain), Compagnie Philippe Saire, École technique des métiers de Lausanne, Vaudoise aréna (centre sportif), Transports publics de la région de Lausanne, ses 1'300 collaborateurs et son garage à véhicules, Déchèterie de Malley, École cantonale d'art de Lausanne (ECAL), Pompiers de Renens, Salle de spectacles de Renens, le centre-ville de Renens.

## Exploitation
La ligne offrira une fréquence d'une rame toutes les six minutes, soit une capacité de 2 750 voyageurs par sens et par heure, extensible jusqu'à 4000 à long terme.
Le dépôt sera construit sur la parcelle située à l'ouest de l'actuel dépôt de bus et siège des TL à Perrelet. Ce site, racheté en 2015 par le canton de Vaud, était occupé par le brasseur Heineken.

### Matériel roulant
En 2022, une commande de dix rames est passé auprès du constructeur suisse Stadler pour une livraison en 2025-2026. Le modèle choisi est le Tramlink dans une version de 45 m.

## Fréquentation
Une fréquentation annuelle de 11.5 millions de voyageurs est attendue à la mise en service de la ligne.